# 赫拉帕奇
49°52′11″N 30°13′56″E / 49.86972°N 30.23222°E
赫拉帕奇（烏克蘭語：Храпачі），是烏克蘭中北部基輔州白采爾克瓦區白采尔克瓦市镇内的村落，始建於1311年，面積10平方公里，海拔高度177米，2001年人口467，人口密度每平方公里46.7人。